# گشاینده گفت‌وگو
یک گشاینده گفت‌وگو (به انگلیسی: conversation opener) مقدمه‌ای است که برای شروع یک گفت‌وگو استفاده می‌شود. گشاینده‌های گفتگو اغلب موضوع مربیان و سمینارهای پیرامون دوست‌یابی و/یا ملاقات با مردم هستند. هر موقعیت ممکن است نیاز به گشاینده متفاوتی داشته باشد (برای نمونه گشایش گفت‌وگو با یک غریبه در خیابان برای آشنایی؛ با گشاینده در یک اجتماع ساختاریافته‌تر و با حضور افراد با علایق مشابه می‌تواند متفاوت باشد).
یک گشاینده اغلب به شکل سؤالی باز طرح می‌شود چراکه می‌تواند سبب پاسخی تشریحی و گفتگوهای بیشتر و همچنین ایجاد موضوع برای ادامه گفتگو در آینده شود (مثلاً "احوال ماندریل شما چطور است؟").
یک سؤال بسته (مثلا «امروز هوا خوب است، اینطور نیست؟») به‌طور بالقوه کم‌اثر است زیرا می‌توان با یک «مم-هم» ساده به آن پاسخ داد، که اساساً یک بن‌بست مکالمه‌ای محسوب می‌شود و آغازکننده مکالمه را ملزم می‌کند از ابتدا شروع کند.
نحوه شروع مکالمه یادآور می‌شود که در گشاینده‌های مکالمه، «در واقع فقط دو موضوع وجود دارد که می‌توان از بین آنها انتخاب کرد – موقعیت [یا] فرد مقابل. ثانیاً، تنها دو راه برای شروع گفتگو وجود دارد: بیان یک واقعیت [یا] پرسیدن یک سؤال/نظر». بر این اساس، گشاینده‌ها اغلب به شرایط موجود برمیگردند، به عنوان مثال "سیگار داری؟"، "وای، شما در حال خواندن جنایت و مکافات هستید، این یکی از کتاب‌های مورد علاقه من است. . "، "من دامن تو را دوست دارم، از کجا آوردیش؟" و غیره.. . بسیاری از مکان‌ها، مانند رویدادهای تنیس انفرادی و غیره برای گشاینده‌های مبتنی بر شرایط محیطی طراحی شده‌اند. برخی افراد تکه‌هایی از مکالمه را برای این منظور نگه می‌دارند.
جودی رینگر در باید با هم صحبت کنیم می‌گوید: یک چک لیست گام به گام برای مکالمات دشوار یادآور می‌شود که مجموعه کاملاً متفاوتی از گشاینده‌ها می‌تواند برای مکالمات حساس استفاده شود، به عنوان مثال در مورد عملکرد یک کارمند، هدف اصلی آن است تا از قرار دادن شخص در حالت دفاعی اجتناب شود. گشاینده‌ها درواقع می‌خواهند این منظور را برسانند که: «من موضوعی دارم که می‌خواهم پیرامونش با شما بحث کنم که فکر می‌کنم به ما کمک می‌کند تا به طور مؤثرتری با هم کار کنیم».

## گشاینده گفت‌وگو در مدیریت فروش
در مدیریت فروش، گشاینده‌های مکالمه اغلب برای بررسی موضوع جهت کسب اطلاعات استفاده می‌شوند. موضوعاتی چون «زمین امن» مانند «آب و هوا» یا «سفر شما برای رسیدن به اینجا چگونه بود». سپس می‌توان از این اطلاعات برای مقابله با مخالفت‌ها استفاده کرد.
این نوع گشاینده اغلب به عنوان گفتگویی کوتاه شناخته می‌شود که برای ایجاد احساس راحتی در هر دو طرف استفاده می‌گردد.